# Yoru ni Kakeru
Yoru ni Kakeru (夜に駆ける) ist ein Lied des japanischen Popmusik-Duos Yoasobi, das am 15. Dezember 2019 über das Label Sony Music Entertainment Japan (SMEJ) auf digitaler Ebene als Musikdownload und Streaming veröffentlicht wurde.
Das Lied stellt das Debüt des Duos dar und basiert auf die Kurzgeschichte Thanatos no Yūwaku, die von Mayo Hoshino auf der Online-Plattform Monogatary.com erstveröffentlicht wurde. Im Zuge der COVID-19-Pandemie ging das Lied in den sozialen Medien viral, wodurch die Gruppe erste nationale und internationale Erfolge feiern konnte.
Inzwischen wurde Yoru ni Kakeru in Japan mehrfach mit Platin ausgezeichnet und erhielt mehrere Auszeichnungen, darunter im Rahmen der Billboard Japan Music Awards, der MTV Video Music Awards Japan sowie bei den Space Shower Music Awards. Im Jahr 2023 wurden Yoasobi für das Lied mit dem silbernen Preis bei den JASRAC Awards ausgezeichnet.
Eine englischsprachige Version des Liedes erschien im Juli des Jahres 2021 unter dem Titel Into the Night. Der Liedtext wurde von Konnie Aoki übersetzt.

## Inhalt
Der Liedtext wurde von Ayase basierend auf der Kurzgeschichte Thanatos no Yūwaku von Mayo Hoshino geschrieben. Im Lied geht es um einen Mann, der von Thanatos als Personifizierung des Todes fasziniert ist, von diesem eine Nachricht zum Abschied erhält und versucht, das Leben seiner Freundin zu retten. Diese will sich das Leben nehmen und von einem Hochhaus springen.

## Live-Performances
Im Mai des Jahres 2020 performte Sängerin Ikura eine abgespeckte Version des Liedes für das YouTube-Format The Home Take des YouTube-Kanals The First Take. Die erste Fernsehperformance des Liedes erfolgte am 31. Dezember gleichen Jahres im Rahmen des Gesangswettbewerbs Kōhaku Uta Gassen des Senders NHK.
Weitere Performances des Liedes im Zuge der Promotion der ersten EP The Book fanden im Late-Night-Musikformat CDTV Live! Live! des Fernsehsenders TBS und in der Musiksendung Music Station auf TV Asahi statt.

## Erfolge

### Kommerziell
Das Musikvideo zum Lied wurde am 16. November 2019 auf dem YouTube-Kanal von Ayase veröffentlicht und wurde innerhalb der ersten fünf Monate mehr als zehn Millionen Mal angesehen. Kurz nach der Veröffentlichung des Liedes erreichte es die Spitze der Popularitätscharts von Spotify und Line Music. Mit Beginn der COVID-19-Pandemie ging das Lied in den sozialen Medien in Japan viral.
Fünf Monate nach der Veröffentlichung des Liedes erreichte Yoru ni Kakeru die Spitze der Billboard Japan Hot 100 und verblieb drei Wochen am Stück auf Platz eins. Zum Jahreswechsel konnte sich das Lied auf Platz eins der Jahrescharts von Billboard Japan behaupten, als erster Titel überhaupt, welcher lediglich auf digitaler Ebene veröffentlicht wurde. In Japan erreichte das Lied zwischenzeitlich Dreifach-Platin sowie eine Diamantene Schallplatte. Damit ist Yoru ni Kakeru das erste Lied in der Geschichte der Recording Industry Association of Japan, dass im Bereich Streaming mit Diamant ausgezeichnet wurde. Am 13. September 2023 gab Billboard Japan bekannt, dass Yoru ni Kakeru das erste Lied in der Historie der japanischen Billboard-Charts ist, welches die Marke von einer Milliarde Streams erreichen konnte. Am 28. April 2025 wurde verkündet, dass das Stück bereits im Vormonat für das Erreichen von einer Milliarde zertifizierter Musikstreamings von der RIAJ als erstes Lied überhaupt Doppel-Diamant erhielt, womit zeitgleich diese neue Zertifizierungsstufe vorgestellt wurde. Im Juli 2024 wurde das Lied in Neuseeland mit einer Goldenen Schallplatte ausgezeichnet.
Auch in Singapur, Hongkong und in den Vereinigten Staaten konnte das Lied Chartplatzierungen erreichen. In den USA platzierte sich Yoru ni Kakeru in den Billboard Global 200 und den World Digital Songs Sales.

### Auszeichnungen für Musikverkäufe
| Land/Region       | Auszeichnungen für Musikverkäufe (Land/Region, Auszeichnung, Verkäufe) | Verkäufe |
| ----------------- | ---------------------------------------------------------------------- | -------- |
| Japan (RIAJ)      | 3× Platin                                                              | 750.000  |
| Neuseeland (RMNZ) | Gold                                                                   | 15.000   |
| Insgesamt         | 1× Gold · 2× Platin ·                                                  | 765.000  |

| Land/Region  | Auszeichnungen für Musikverkäufe (Land/Region, Auszeichnung, Verkäufe) | Verkäufe      |
| ------------ | ---------------------------------------------------------------------- | ------------- |
| Japan (RIAJ) | 2× Diamant                                                             | 1.000.000.000 |
| Insgesamt    | 2× Diamant ·                                                           | 1.000.000.000 |

### Musikpreise
Für Yoru ni Kakeru wurde das Duo mit einem Billboard Japan Music Award bedacht. Das Lied erhielt eine Auszeichnung als Lied des Jahres bei den MTV Video Music Awards Japan im Jahr 2020. Bei den Space Shower Music Awards wurde das Stück im Jahr 2021 ebenfalls als Lied des Jahres ausgezeichnet. Im Mai 2023 wurde das Duo für das Lied mit dem silbernen Preis bei den JASRAC Awards ausgezeichnet.

## Mitwirkende
Die Mitwirkenden wurden dem beiliegenden Inlay der EP entnommen:
- Ikura – Gesang
- Ayase – Songwriting, Produktion
- Mayo Hoshino – Textvorlage
- Takeruru – E-Gitarre
- Takayuki Saitō – Aufnahme (Gesang)
- Masahiko Fukui – Mixing
- Niina Ai – Musikvideo, Coverdesign